# Than bùn
Than bùn được hình thành do sự tích tụ và phân huỷ không hoàn toàn tàn dư thực vật trong điều kiện yếm khí xảy ra liên tục.

## Quá trình hình thành

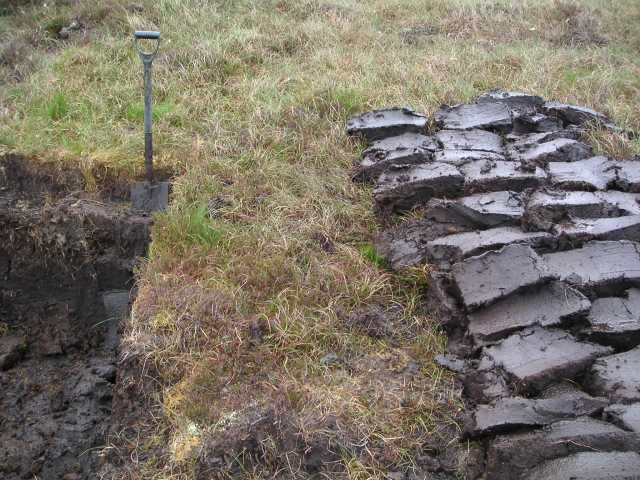
Than bùn tại Lewis, Scotland

Quá trình này diễn ra tại các vùng trũng ngập nước. Các vùng đất ngập nước là những vùng có năng suất sinh học cao, điều kiện phát triển của thực vật rất thuận lợi. Tuy nhiên, lớp thổ nhưỡng tại các vùng này luôn trong điều kiện yếm khí; do đó, mặc dù sinh khối các loài cỏ sống trên mặt nước tăng nhanh, nhưng quá trình phân giải xác thực vật lại xảy ra chậm và không đạt tới giai đoạn vô cơ hoá dẫn đến tích luỹ hữu cơ. Tiếp theo cỏ là lau, lách, cây bụi, cây thân gỗ thay thế, kết hợp với quá trình kiến tạo địa chất, quá trình bồi tụ, lắng đọng phù sa đã chôn vùi kể cả cây thân gỗ, làm cho hữu cơ tích tụ thành các lớp và tạo thành than bùn.

## Phân loại

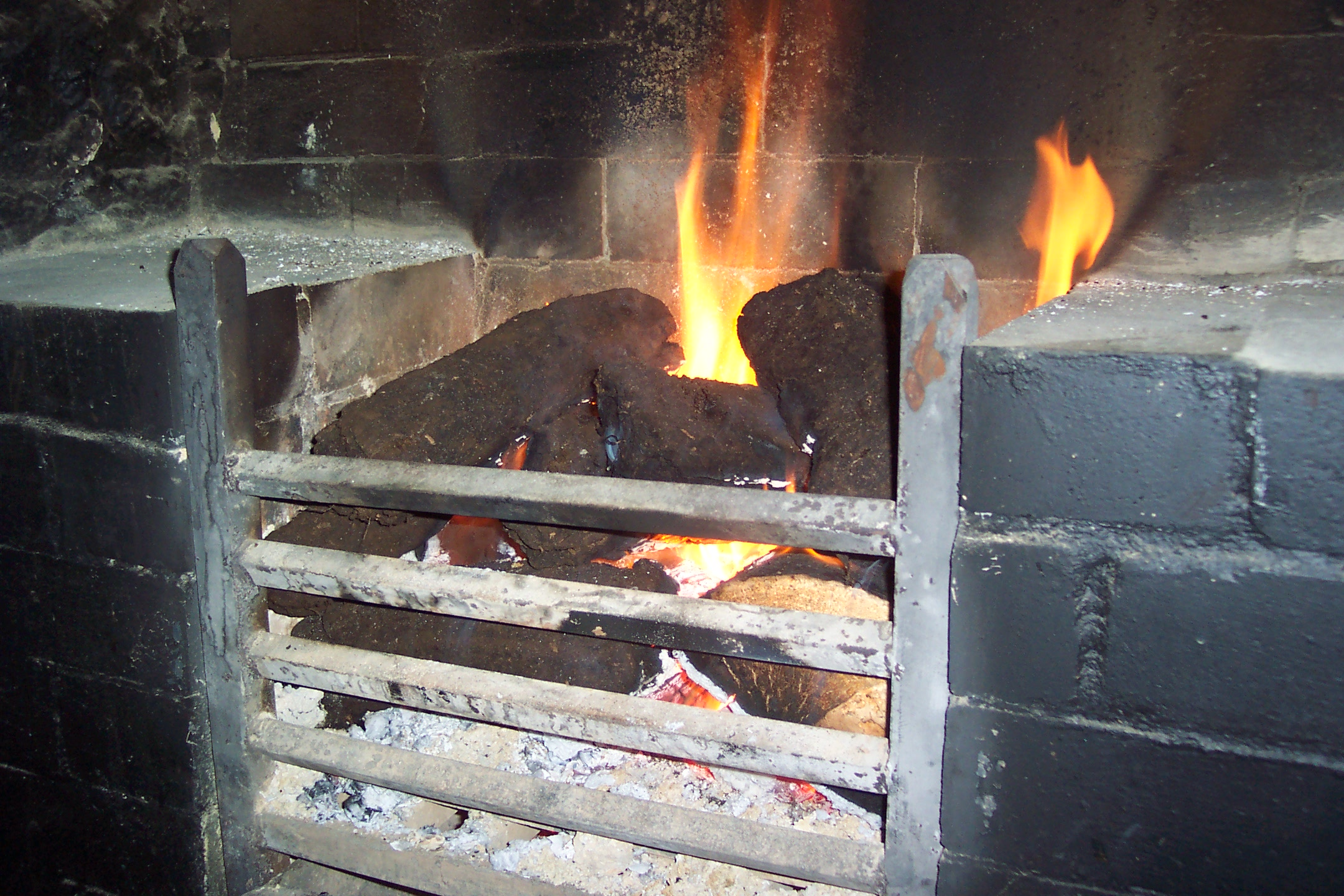
Than bùn đang cháy

Than bùn đã qua sàng và nghiền phân loại, đáp ứng cho tiêu chuẩn sản xuất phân bón hữu cơ vi sinh với các tiêu chuẩn như sau:
|                  | Than bùn loại 1 | Than bùn loại 2  | Than bùn loại 3 |
| ---------------- | --------------- | ---------------- | --------------- |
| Hàm lượng hữu cơ | 30-35%          | 17-25%           | nhỏ hơn 16%     |
| Màu sắc          | đen than        | đen nhạt lẫn nâu | nâu đen         |
| Độ mịn           | qua sàng 3,5mm  | qua sàng 3,5mm   | qua sàng 5mm    |
| Độ ẩm            | 20-30%          | 20-30%           | 20-35%          |